# دلوحسن
دلوحسن  یکی از روستاهای استان آذربایجان شرقی است که در دهستان آتش‌بیگ قرانقو بخش نظرکهریزی شهرستان هشترود واقع شده‌است.دلو حسن ۴۱۰نفر جمعیت دارد وحدود ۱۰۰خانوار است.